# Non m'importa/I minuti contati
Non m'importa/I minuti contati è il primo singolo del cantante Mario Anzidei. La prima traccia intitolata Non m'importa venne presentata al Festival delle rose 1964 e venne scritta da Gianni Meccia.

## Tracce
1. Non m'importa
2. I minuti contati